# Maurice Beaulieu
Maurice Beaulieu, né en 1924 à Ottawa, est un poète franco-ontarien. 

## Biographie
Maurice Beaulieu fait carrière comme journaliste et réalisateur à la Société Radio-Canada puis comme linguiste à l'Office de la langue française du Québec. Il a été membre du Conseil international de la langue française au début des années 1980 alors qu'il était à l'emploi du Ministère de l'éducation. 

## Thématique et esthétique
Maruice Beaulieu voit une volonté d'approfondissement dans l'acte de poésie, rejetant la conception surréaliste; pour lui, la poésie n'est ni un écho du subconscient pur ni une expression entièrement rationnelle, et s'inscrit en faux contre la poésie convenue. Il est critique de la littérature québécoise, s'interrogeant quant à la capacité des écrivains à mordre dans le réel et à définir le sens et le signe.; il la voit inappétence. Maurice Beaulieu fait preuve d'originalité poétique au sein de la littérature franco-ontarienne de son époque. Dans son premier recueil À glaise fendre (1957), il aborde les thèmes de la douleur de vivre sans liberté, de l'origine glaiseuse de l'homme, de la mer et de la femme. Dans le recueil qui en est la suite, Il fait clair de glaise (1958), il traite des thèmes de la terre et de l'appartenance, dans le sens d'un combat de l'homme pour sa libération du jansénisme, la glaise douloureuse devant terre lumineuse. Partant de ses racines, parlant de son pays, il devient « nous » avec l'ensemble des hommes. Sa poésie, qui partage avec les Automatistes la non-mémoire, discute de l'apprentissage difficile de la libération de soi et de ses contraintes, de même que de l'achèvement.

## Œuvres
- 1957 : À glaise fendre
- 1958 : Il fait clair de glaise